# Marange-Zondrange

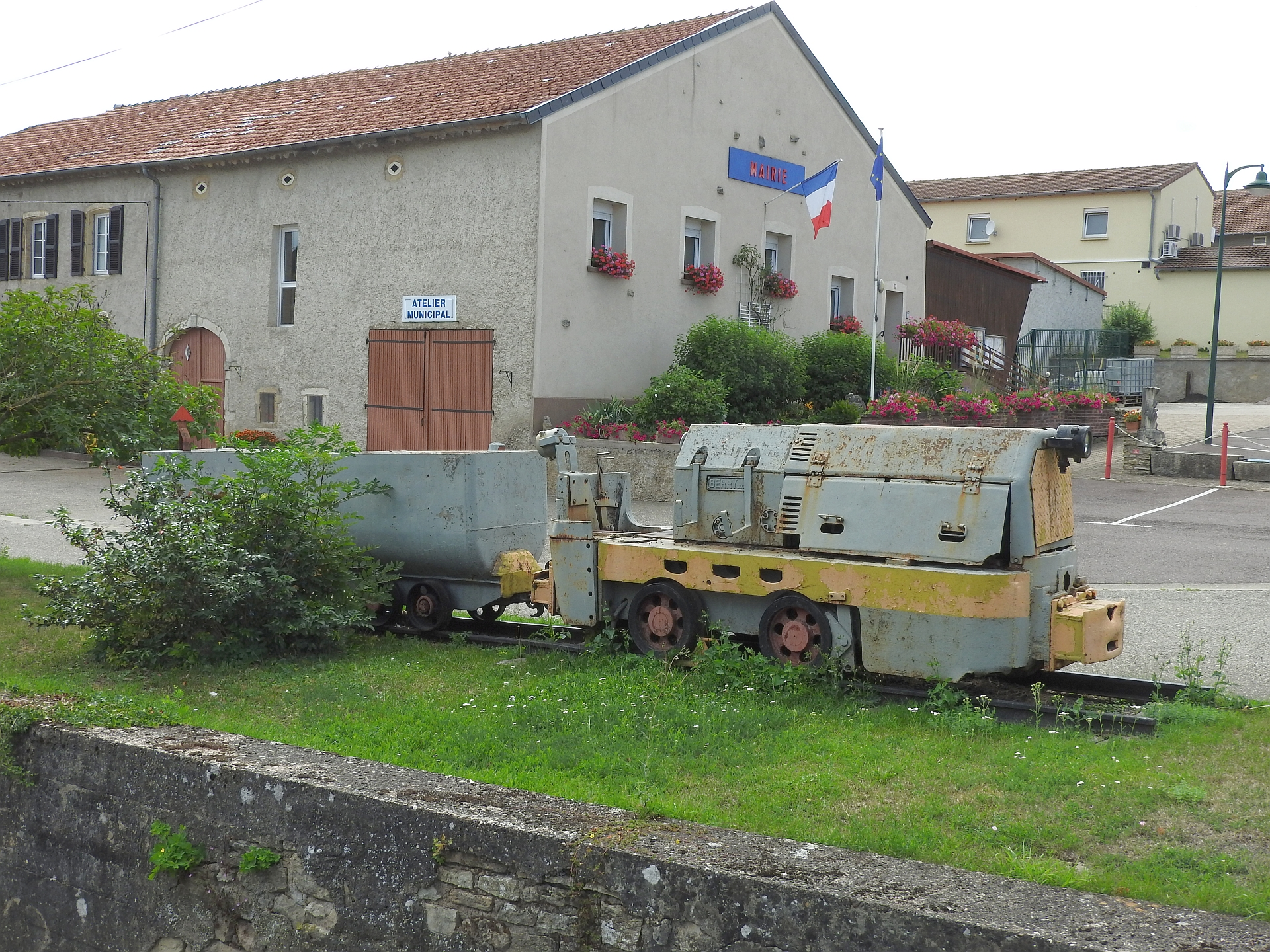
Rathaus (Mairie)

Marange-Zondrange (deutsch Möhringen-Zondringen, lothringisch Mëringen-Sonneringen) ist eine französische Gemeinde mit 371 Einwohnern (Stand 1. Januar 2022) im Département Moselle in der Region Grand Est (bis 2015 Lothringen).

## Geographie
Die Gemeinde liegt in Lothringen in einem Seitental der Deutschen Nied, etwa dreißig Kilometer östlich von Metz, zehn Kilometer südlich von Boulay-Moselle (Bolchen) und acht Kilometer nordwestlich von Faulquemont (Falkenberg).
Zur Gemeinde gehört der nördlich gelegene Weiler La Ferme de Henning (Henningen).
Durch die Gemarkung führt die Straße von Metz nach Saint-Avold (Sankt Avold).

## Geschichte
Marange wurde 1121 erstmals als Meringa und Mairinga erwähnt, Zondrange als Zondringa (1530). Die Ortschaft gehörte früher zum Herzogtum Lothringen im Heiligen Römischen Reich.
Die Gemeinde wurde um 1790 aus den beiden benachbarten Ortschaften Marange und Zondrange gebildet, die 1766 von Frankreich annektiert worden waren.
Durch den Frankfurter Frieden vom 10. Mai 1871 kam das Gebiet an das deutsche Reichsland Elsaß-Lothringen, und das Dorf wurde dem Kreis Bolchen im Bezirk Lothringen zugeordnet. Die Dorfbewohner betrieben Getreide-, Obst- und Gemüsebau sowie Viehzucht.
Nach dem Ersten Weltkrieg musste die Region aufgrund der Bestimmungen des Versailler Vertrags 1919 an Frankreich abgetreten werden. Im Zweiten Weltkrieg war die Region von der deutschen Wehrmacht besetzt und stand bis 1944 unter deutscher Verwaltung.

### Bevölkerungsentwicklung
| Jahr      | 1962 | 1968 | 1975 | 1982 | 1990 | 1999 | 2007 | 2019 |
| Einwohner | 218  | 221  | 191  | 230  | 279  | 279  | 296  | 351  |

## Wappen
Der Weiler Henning im Norden der Gemeinde wurde 1726 von Herzog Leopold zu einer Grafschaft erhoben. Das Wappen der herrschenden Familie Navier de Hennin, das einfache Kreuze auf drei Segeln eines Schiffes zeigte, wurde durch drei  Lothringerkreuze ersetzt und als Gemeindewappen übernommen.

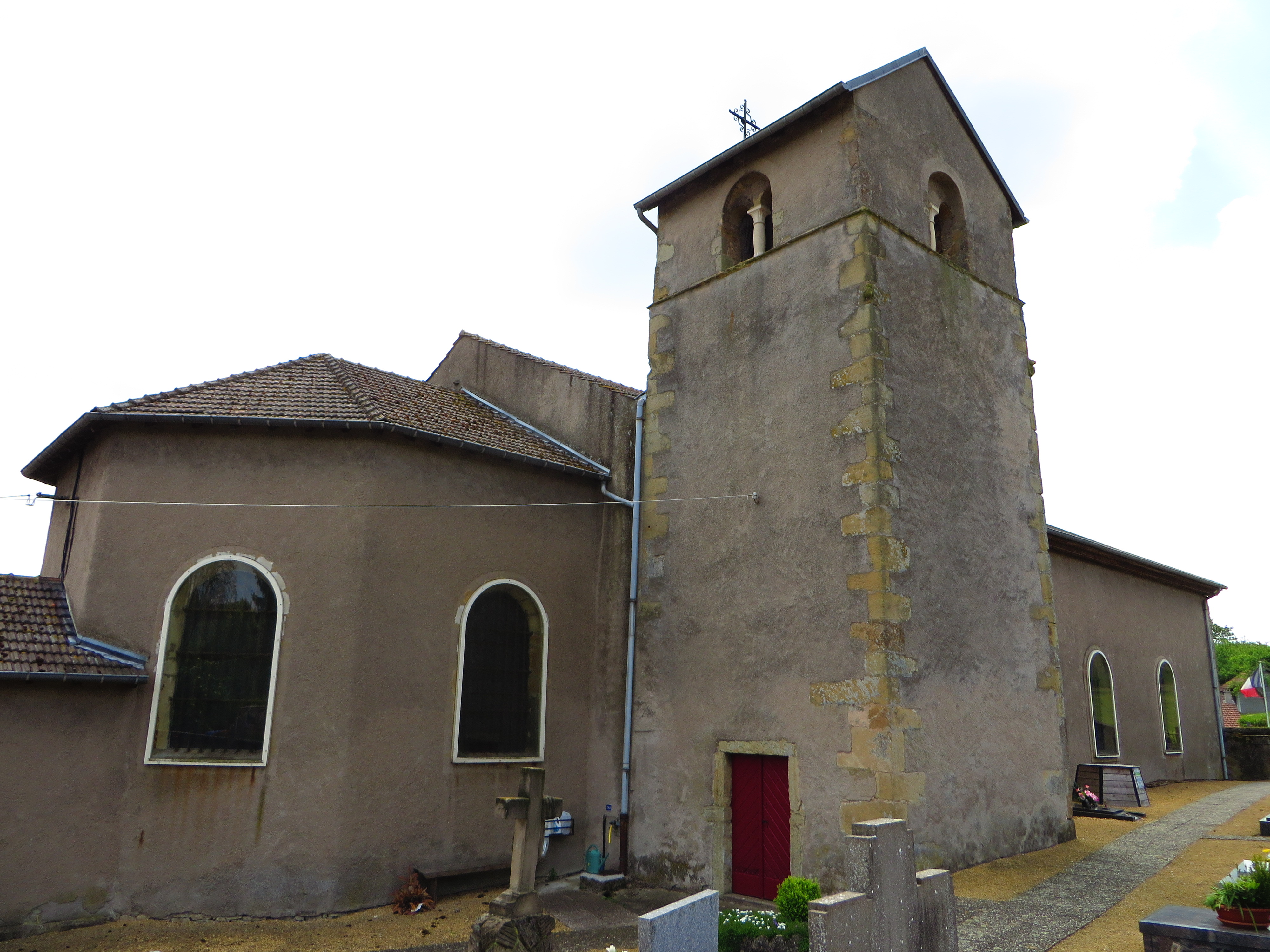
Kirche St. Martin, Marange
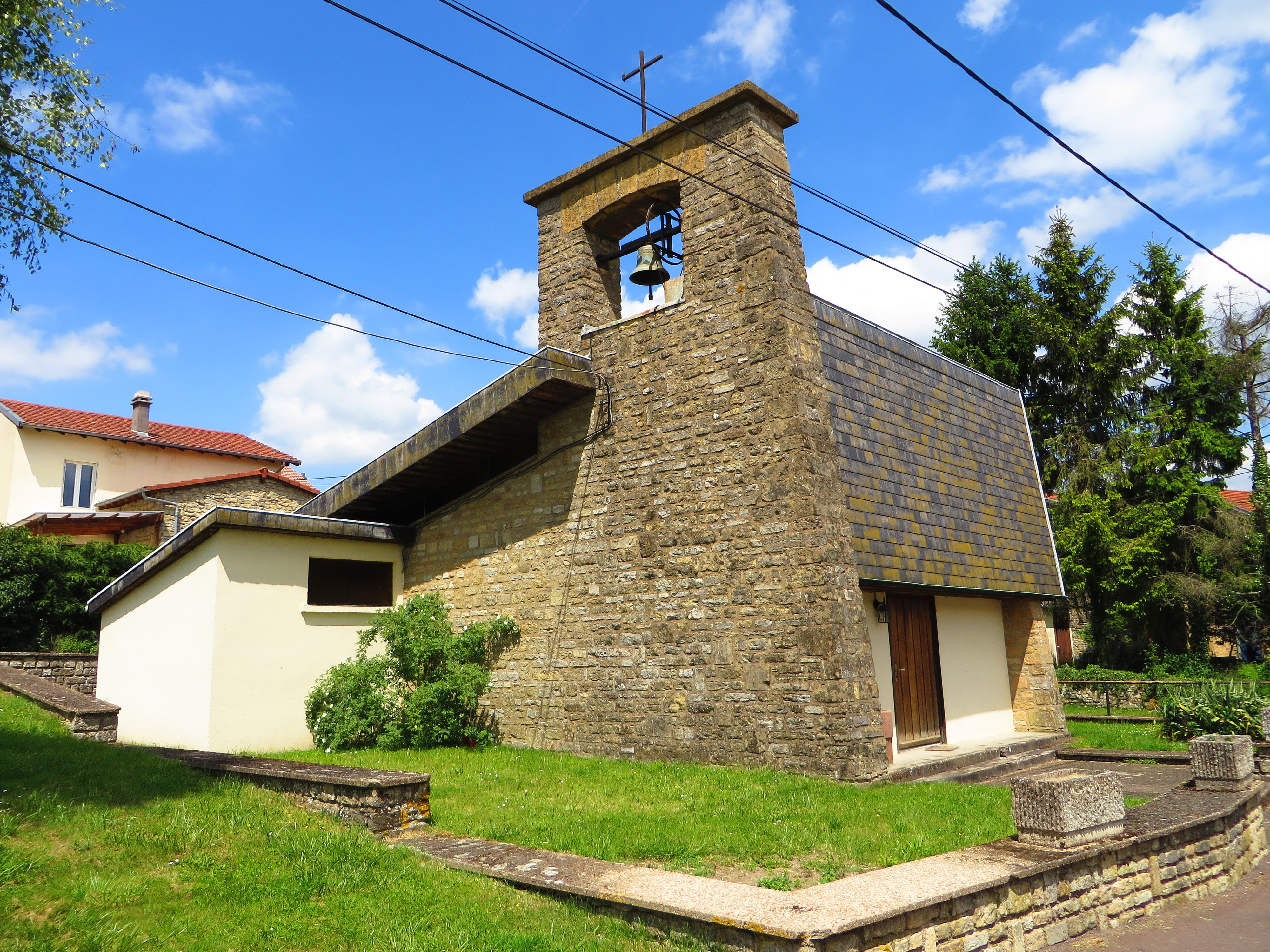
Kapelle St. Sébastien, Zondrange